# Parun
Parun es una pequeña ciudad de Afganistán y funciona como centro administrativo de la provincia de Nuristan. Está situada a unos 180 km de Kabul.
- Datos: Q1023669
- Multimedia: Parun / Q1023669